# Super Rugby Pacific 2023
Il Super Rugby Pacific 2023 è stata la 28ª edizione del Super Rugby, torneo professionistico annuale di rugby a 15 tra franchigie delle federazioni neozelandese e australiana, con la partecipazione di due squadre in rappresentanza delle isole del Pacifico Figi, Samoa, Tonga e Isole Cook.

## Formato
Il torneo, organizzato congiuntamente dalle federazioni rugbistiche australiana e neozelandese, prevede una stagione regolare di 15 giornate seguita dai play-off a eliminazione diretta. Durante la stagione regolare ogni squadra gioca 14 incontri, di cui 7 in casa e 7 in trasferta. Fa eccezione la seconda giornata del torneo disputata interamente presso l'AAMI Park di Melbourne nei giorni compresi tra il 3 ed il 5 maggio 2023 . Ogni franchigia affronta altre 8 partecipanti in partite di sola andata e 3, provenienti dalla stessa nazione, in partite di andata e ritorno. Le prime 8 classificate si qualificano ai quarti di finale, seguiti da semifinale e finale. Le squadre meglio classificate durante la stagione regolare mantengono il diritto di giocare in casa le partite dei play-off.

## Squadre partecipanti e ambiti territoriali
| Paese         | Squadra        | Sede         | Area                                                              |
| ------------- | -------------- | ------------ | ----------------------------------------------------------------- |
| Australia     | Brumbies       | Canberra     | Territorio della Capitale Australiana                             |
| Australia     | Rebels         | Melbourne    | Stato di Victoria                                                 |
| Australia     | Reds           | Brisbane     | Stato del Queensland                                              |
| Australia     | Waratahs       | Sydney       | Stato del Nuovo Galles del Sud                                    |
| Australia     | Western Force  | Perth        | Stato dell'Australia Occidentale                                  |
| Nuova Zelanda | Blues          | Auckland     | Regioni di Auckland e Northland                                   |
| Nuova Zelanda | Chiefs         | Hamilton     | Regioni di Waikato, Baia dell'Abbondanza e Taranaki               |
| Nuova Zelanda | Crusaders      | Christchurch | Regioni di Canterbury, West Coast, Marlborough, Tasman, Nelson    |
| Nuova Zelanda | Highlanders    | Dunedin      | Regioni di Otago e Southland                                      |
| Nuova Zelanda | Hurricanes     | Wellington   | Regioni di Wellington, Manawatu-Wanganui, Baia di Hawke, Gisborne |
| Figi          | Fijian Drua    | Suva         | Figi                                                              |
| Nuova Zelanda | Moana Pasifika | Auckland     | Tonga, Samoa, Isole Cook, Figi, Oceania                           |

## Stagione regolare
|           | 1ª giornata                  |       |
| --------- | ---------------------------- | ----- |
| 24-2-2023 | Crusaders – Chiefs           | 10-31 |
| 24-2-2023 | Waratahs – Brumbies          | 25-31 |
| 25-2-2023 | Moana Pasifika – Fijian Drua | 34-36 |
| 25-2-2023 | Highlanders – Blues          | 20-60 |
| 25-2-2023 | Reds – Hurricanes            | 13-47 |
| 25-2-2023 | Western Force – Rebels       | 34-27 |
|           |                              |       |
|           | 4ª giornata                  |       |
| 17-3-2023 | Hurricanes – Waratahs        | 34-17 |
| 18-3-2023 | Chiefs – Rebels              | 44-25 |
| 18-3-2023 | Blues – Crusaders            | 28-34 |
| 18-3-2023 | Brumbies – Moana Pasifika    | 62-36 |
| 19-3-2023 | Highlanders – Western Force  | 43-35 |
| 19-3-2023 | Reds – Fijan Drua            | 27-24 |
|           |                              |       |
|           | 7ª giornata                  |       |
| 7-4-2023  | Crusaders – Moana Pasifika   | 38-21 |
| 7-4-2023  | Reds – Brumbies              | 24-52 |
| 8-4-2023  | Highlanders – Hurricanes     | 14-29 |
| 8-4-2023  | Rebels – Blues               | 17-54 |
| rip.      | Chiefs, Fijian Drua,         |       |
|           | Western Force, Waratahs      |       |
|           |                              |       |
|           | 10ª giornata                 |       |
| 28-4-2023 | Hurricanes – Brumbies        | 32-27 |
| 28-4-2023 | Waratahs – Highlanders       | 21-20 |
| 29-4-2023 | Fijian Drua – Blues          | 14-30 |
| 29-4-2023 | Moana Pasifika – Rebels      | 33-43 |
| 29-4-2023 | Chiefs – Crusaders           | 34-24 |
| 29-4-2023 | Reds – Western Force         | 31-17 |
|           |                              |       |
|           | 13ª giornata                 |       |
| 19-5-2023 | Moana Pasifika – Crusaders   | 7-41  |
| 19-5-2023 | Reds – Blues                 | 26-45 |
| 20-5-2023 | Highlanders – Rebels         | 20-17 |
| 20-5-2023 | Chiefs – Hurricanes          | 23-12 |
| 20-5-2023 | Waratahs – Fijian Drua       | 32-18 |
| 20-5-2023 | Western Force – Brumbies     | 34-19 |

|           | 2ª giornata                 |       |
| --------- | --------------------------- | ----- |
| 3-3-2023  | Crusaders – Highlanders     | 52-15 |
| 3-3-2023  | Rebels – Hurricanes         | 33-39 |
| 4-3-2023  | Moana Pasifika – Chiefs     | 29-52 |
| 4-3-2023  | Fijan Drua – Waratahs       | 17-46 |
| 5-3-2023  | Blues – Brumbies            | 20-25 |
| 5-3-2023  | Western Force – Reds        | 20-71 |
|           |                             |       |
|           | 5ª giornata                 |       |
| 24-3-2023 | Crusaders – Brumbies        | 35-17 |
| 24-3-2023 | Waratahs – Chiefs           | 14-24 |
| 25-3-2023 | Highlanders – Fijan Drua    | 57-24 |
| 25-3-2023 | Moana Pasifika – Hurricanes | 0-59  |
| 25-3-2023 | Rebels – Reds               | 40-34 |
| 26-3-2023 | Blues – Western Force       | 30-17 |
|           |                             |       |
|           | 8ª giornata                 |       |
| 14-4-2023 | Moana Pasifika – Reds       | 28-40 |
| 14-4-2023 | Brumbies – Fijian Drua      | 43-28 |
| 15-4-2023 | Hurricanes – Chiefs         | 17-33 |
| 15-4-2023 | Waratahs – Western Force    | 36-16 |
| rip.      | Blues, Crusaders,           |       |
|           | Highlanders, Rebels         |       |
|           |                             |       |
|           | 11ª giornata                |       |
| 5-5-2023  | Highlanders – Chiefs        | 28-52 |
| 6-5-2023  | Fijan Drua – Hurricanes     | 27-24 |
| 6-5-2023  | Crusaders – Western Force   | 48-13 |
| 6-5-2023  | Blues – Moana Pasifika      | 31-30 |
| 6-5-2023  | Reds – Waratahs             | 24-32 |
| 7-5-2023  | Rebels – Brumbies           | 26-33 |
|           |                             |       |
|           | 14ª giornata                |       |
| 26-5-2023 | Highlanders – Reds          | 35-30 |
| 26-5-2023 | Rebels – Western Force      | 52-14 |
| 27-5-2023 | Fijan Drua – Moana Pasifika | 47-46 |
| 27-5-2023 | Crusaders – Waratahs        | 42-18 |
| 27-5-2023 | Blues – Hurricanes          | 36-25 |
| 27-5-2023 | Brumbies – Chiefs           | 21-31 |

|           | 3ª giornata                    |       |
| --------- | ------------------------------ | ----- |
| 10-3-2023 | Chiefs – Highlanders           | 28-7  |
| 10-3-2023 | Rebels – Waratahs              | 34-27 |
| 11-3-2023 | Fijan Drua – Crusaders         | 25-24 |
| 11-3-2023 | Hurricanes – Blues             | 19-25 |
| 11-3-2023 | Brumbies - Reds                | 23-17 |
| 11-3-2023 | Western Force – Moana Pasifika | 21-18 |
|           |                                |       |
|           | 6ª giornata                    |       |
| 31-3-2023 | Moana Pasifika – Highlanders   | 17-45 |
| 31-3-2023 | Reds – Crusaders               | 12-25 |
| 1-4-2023  | Fijan Drua – Rebels            | 38-28 |
| 1-4-2023  | Chiefs – Blues                 | 20-13 |
| 1-4-2023  | Brumbies - Waratahs            | 40-36 |
| 2-4-2023  | Hurricanes – Western Force     | 45-42 |
|           |                                |       |
|           | 9ª giornata                    |       |
| 21-4-2023 | Chiefs – Fijan Drua            | 50-17 |
| 21-4-2023 | Rebels – Crusaders             | 27-43 |
| 22-4-2023 | Blues – Waratahs               | 55-21 |
| 22-4-2023 | Western Force – Highlanders    | 30-17 |
| rip.      | Brumbies, Hurricanes           |       |
|           | Moana Pasifika, Reds           |       |
|           |                                |       |
|           | 12ª giornata                   |       |
| 12-5-2023 | Chiefs – Reds                  | 22-25 |
| 12-5-2023 | Western Force – Fijian Drua    | 34-14 |
| 13-5-2023 | Hurricanes – Moana Pasifika    | 71-22 |
| 13-5-2023 | Crusaders – Blues              | 15-3  |
| 13-5-2023 | Waratahs - Rebels              | 38-20 |
| 14-5-2023 | Brumbies – Highlanders         | 48-32 |
|           |                                |       |
|           | 15ª giornata                   |       |
| 2-6-2023  | Blues – Highlanders            | 16-9  |
| 2-6-2023  | Brumbies – Rebels              | 33-17 |
| 3-6-2023  | Fijan Drua – Reds              | 41-17 |
| 3-6-2023  | Hurricanes – Crusaders         | 27-26 |
| 3-6-2023  | Waratahs - Moana Pasifika      | 24-33 |
| 3-6-2023  | Western Force – Chiefs         | 19-43 |

### Classifica generale
| Pos | Squadra        | G  | V  | N | P  | PF  | PS  | DP   | BMP | Pt |
| --- | -------------- | -- | -- | - | -- | --- | --- | ---- | --- | -- |
| 1   | Chiefs         | 14 | 13 | 0 | 1  | 487 | 261 | +226 | 7   | 59 |
| 2   | Crusaders      | 14 | 10 | 0 | 4  | 457 | 278 | +179 | 8   | 48 |
| 3   | Blues          | 14 | 10 | 0 | 4  | 446 | 292 | +154 | 6   | 46 |
| 4   | Brumbies       | 14 | 10 | 0 | 4  | 474 | 393 | +81  | 6   | 46 |
| 5   | Hurricanes     | 14 | 9  | 0 | 5  | 480 | 338 | +142 | 5   | 41 |
| 6   | Waratahs       | 14 | 6  | 0 | 8  | 387 | 408 | −21  | 7   | 31 |
| 7   | Fijian Drua    | 14 | 6  | 0 | 8  | 370 | 492 | −122 | 2   | 26 |
| 8   | Reds           | 14 | 5  | 0 | 9  | 391 | 451 | −60  | 4   | 24 |
| 9   | Highlanders    | 14 | 5  | 0 | 9  | 362 | 459 | −97  | 4   | 24 |
| 10  | Western Force  | 14 | 5  | 0 | 9  | 346 | 494 | −148 | 2   | 22 |
| 11  | Rebels         | 14 | 4  | 0 | 10 | 406 | 484 | −78  | 5   | 21 |
| 12  | Moana Pasifika | 14 | 1  | 0 | 13 | 354 | 610 | −256 | 4   | 8  |

## Play-off
|  | Quarti di finale | Quarti di finale | Quarti di finale |           |    | Semifinali | Semifinali | Semifinali |  |  | Finale | Finale | Finale |  |
|  |                  |                  |                  |           |    |            |            |            |  |  |        |        |        |  |
|  | 1                | Chiefs           | 29               |           |    |            |            |            |  |  |        |        |        |  |
|  | 1                | Chiefs           | 29               |           |    |            |            |            |  |  |        |        |        |  |
|  | 8                | Reds             | 20               |           |    |            |            |            |  |  |        |        |        |  |
|  | 8                | Reds             | 20               |           | 1  | Chiefs     | 19         |            |  |  |        |        |        |  |
|  |                  |                  |                  |           | 1  | Chiefs     | 19         |            |  |  |        |        |        |  |
|  |                  |                  | 4                | Brumbies  | 6  |            |            |            |  |  |        |        |        |  |
|  | 4                | Brumbies         | 4                | Brumbies  | 6  | 37         |            |            |  |  |        |        |        |  |
|  | 4                | Brumbies         |                  |           |    |            |            |            |  |  |        |        |        |  |
|  | 5                | Hurricanes       | 33               |           |    |            |            |            |  |  |        |        |        |  |
|  | 5                | Hurricanes       | 33               |           | 1  | Chiefs     | 20         |            |  |  |        |        |        |  |
|  |                  |                  |                  |           |    |            |            |            |  |  |        |        |        |  |
|  |                  |                  | 2                | Crusaders | 25 |            |            |            |  |  |        |        |        |  |
|  | 2                | Crusaders        | 2                | Crusaders | 25 | 49         |            |            |  |  |        |        |        |  |
|  | 2                | Crusaders        |                  |           |    |            |            |            |  |  |        |        |        |  |
|  | 7                | Fijian Drua      | 8                |           |    |            |            |            |  |  |        |        |        |  |
|  | 7                | Fijian Drua      | 8                |           | 2  | Crusaders  | 52         |            |  |  |        |        |        |  |
|  |                  |                  |                  |           | 2  | Crusaders  | 52         |            |  |  |        |        |        |  |
|  |                  |                  | 3                | Blues     | 15 |            |            |            |  |  |        |        |        |  |
|  | 3                | Blues            | 3                | Blues     | 15 | 41         |            |            |  |  |        |        |        |  |
|  | 3                | Blues            |                  |           |    |            |            |            |  |  |        |        |        |  |
|  | 6                | Waratahs         | 12               |           |    |            |            |            |  |  |        |        |        |  |

### Quarti di finale
| Arbitro: | Ben O'Keeffe |

|                                                                |      |                        |
| Christie 17’ Laulala 38’ Riccitelli 45’ Sullivan 53’ Telea 67’ | mt   | 3’ Hanigan 70’ Pietsch |
| Barrett 19’, 40’, 47’, 54’ Plummer 69’                         | tr   | 4’ Edmed               |
| B. Barrett 12’ Plummer 80+1’                                   | c.p. |                        |

| Arbitro: | Angus Gardner |

|                                  |      |                             |
| Narawa 40’ Sowakula 76’          | mt   | 9’, 60’ Vunivalu 35’ Wilson |
| McKenzie 40+2’, 77’              | tr   | 61’ Lynagh                  |
| McKenzie 19’, 23’, 31’, 49’, 70’ | c.p. | 52’ Lynagh                  |

| Arbitro: | Brendon Pickerill |

|                                                                             |      |                 |
| Jager 2’ Taylor 5’, 14’ Havili Talitui 33’ Barrett 45’ Jordan 66’ Heinz 78’ | mt   | 35’ Ravutaumada |
| Mo'unga 3’, 7’, 15’, 34’, 46’, 68’ Burke 79’                                | tr   |                 |
|                                                                             | c.p. | 25’ Lomani      |

| Arbitro: | Nic Berry |

|                                                             |      |                                     |
| Sapsford 9’ Debreczeni 16’ Ikitau 25’ Reimer 64’ Wright 71’ | mt   | 2’ Naholo 48’ A. Savea 60’ Flanders |
| Debreczeni 10’, 17’ Lolesio 73’                             | tr   | 3’, 49’, 61’ Cameron                |
| Debreczeni 31’, 38’                                         | c.p. | 14’, 22’, 29’, 57’ Cameron          |

### Semifinali
| Arbitro: | Angus Gardner |

|                                                                |      |                          |
| Ennor 3’ Fainga'anuku 12’, 48’ Jordan 35’ Taylor 40’ Burke 71’ | mt   | 58’ Barrett 80+3’ Clarke |
| Mo'unga 4’, 36’, 40+1’, 50’, 73’                               | tr   | 80+4’ Barrett            |
| Mo'unga 9’, 21’, 66’, 78’                                      | c.p. | 25’ Barrett              |

| Arbitro: | Nic Berry |

|                            |      |                  |
| Retallick 78’              | mt   |                  |
| McKenzie 79’               | tr   |                  |
| McKenzie 8’, 32’, 54’, 72’ | c.p. | 34’, 58’ Lolesio |

### Finale
| Arbitro: | Ben O'Keeffe |

| |              | |
| Stevenson 23’ Narawa 43’ | mt           | 28’, 73’ Taylor 36’ Mo'unga |
| McKenzie 24’, 44’ | tr           | 37’, 74’ Mo'unga |
| McKenzie 20’, 49’ | c.p.         | 9’, 80+1’ Mo'unga |
| · Stevenson · Narawa · 77’ Nankivell · 9-19’ Lienert-Brown · 60’ Nanai-Seturo · McKenzie · 60’ Weber · 26-36’ Jacobson · 72’ Cane · 50’ Sowakula · 60’ Vaa'i · Retallick · 60’ Dyer · 69’ Taukei'aho · 50’ Ross | Formazioni   | · Jordan · McLeod 13’ · Ennor · Goodhue · Fainga'anuku · Mo'unga · Drummond 50’ · Lio-Willie · Christie · Havili Talitui 57’ · Whitelock · Barrett · Jager 77’ · Taylor · Williams 69’ |
| · 69’ Thompson · 50’ Norris · 60’ Ryan · 60’ Ah Kuoi · 50’ Finau · 60’ Ratima · 60’ ioane · 77’ Poihipi | Sostituzioni | · Bell · Sykes-Martin 69’ · O'Neill 77’ · Strange · Gardiner 57’ · Heinz 50’ · Burke 74’ · Fihaki 13’ 74’                                                                              |
| Clayton McMillan | Allenatori   | Scott Robertson |